# Vernon Macklin
Vernon Leon Macklin (Portsmouth, Virginia, 25 de septiembre de 1986) es un exjugador y entrenador de baloncesto estadounidense. Con 2,08 metros de estatura, jugaba en la posición de ala-pívot.

## Trayectoria deportiva

### Universidad
Tras jugar en 2006 el prestigioso McDonald's All American Game, jugó durante dos temporadas con los Hoyas de la Universidad de Georgetown, siendo transferido posteriormente a los Gators de la Universidad de Florida, donde jugó otras dos. En total promedió 7,3 puntos y 3,7 rebotes por partido. En su etapa con los Hoyas no contó con la confianza de su entrenador, promediando en dos temporadas 3,2 puntos y 1,8 rebotes por partido.
En 2008 fue transferido a los Gators, pasando el preceptivo año sin jugar por la norma de la NCAA. Se incorporó en 2009 al equipo, y en su primera temporada fue uno de los dos únicos jugadores en ser titular en todos los partidos, promediando 10,6 puntos y 5,5 rebotes.
Al año siguiente acabó en la primera posición de la Southeastern Conference en porcentaje de tiros de campo, con un 59,3% de aciertos. consiguió su mejor anotación en la final regional del Torneo de la NCAA ante Butler, con 25 puntos, para acabar promediando 11,6 puntos y 5,4 rebotes por partido.

#### Estadísticas
| Año     | Equipo     | PJ  | PT | MPP  | %TC  | %3P  | %TL  | RPP | APP | ROB | TPP | PPP  |
| ------- | ---------- | --- | -- | ---- | ---- | ---- | ---- | --- | --- | --- | --- | ---- |
| 2006–07 | Georgetown | 31  | 0  | 9.8  | .741 | .000 | .435 | 1.5 | .5  | .0  | .1  | 2.9  |
| 2007–08 | Georgetown | 34  | 0  | 12.8 | .598 | .000 | .250 | 2.1 | .6  | .2  | .7  | 3.4  |
| 2009–10 | Florida    | 34  | 34 | 25.3 | .607 | .000 | .588 | 5.5 | .8  | .6  | .9  | 10.6 |
| 2010–11 | Florida    | 37  | 37 | 24.5 | .593 | .000 | .451 | 5.4 | .8  | .4  | .7  | 11.6 |
| Total   | Total      | 136 | 71 | 18.4 | .609 | .000 | .454 | 3.7 | .7  | .3  | .6  | 7.3  |

### Profesional
Fue elegido en la quincuagésimo segunda posición del Draft de la NBA de 2011 por Detroit Pistons. debutando en la liga el 28 de diciembre ante Cleveland Cavaliers, anotando 2 puntos.
[actualizar]

### Entrenador
El 6 de julio de 2022, anuncia en sus redes sociales su retirada del baloncesto como profesional. Se convirtió en técnico asistente de los Ulsan Hyundai Mobis Phoebus en la Korean Basketball League (KBL) al comienzo de ese mismo año.

## Estadísticas de su carrera en la NBA

### Temporada regular
| Año     | Equipo  | PJ | PT | MPP | %TC  | %3P  | %TL  | RPP | APP | ROB | TPP | PPP |
| ------- | ------- | -- | -- | --- | ---- | ---- | ---- | --- | --- | --- | --- | --- |
| 2011-12 | Detroit | 23 | 0  | 5.9 | .543 | .000 | .571 | 1.5 | .2  | .2  | .2  | 2.0 |
| Total   | Total   | 23 | 0  | 5.9 | .543 | .000 | .571 | 1.5 | .2  | .2  | .2  | 2.0 |